# 大安区 (自贡市)

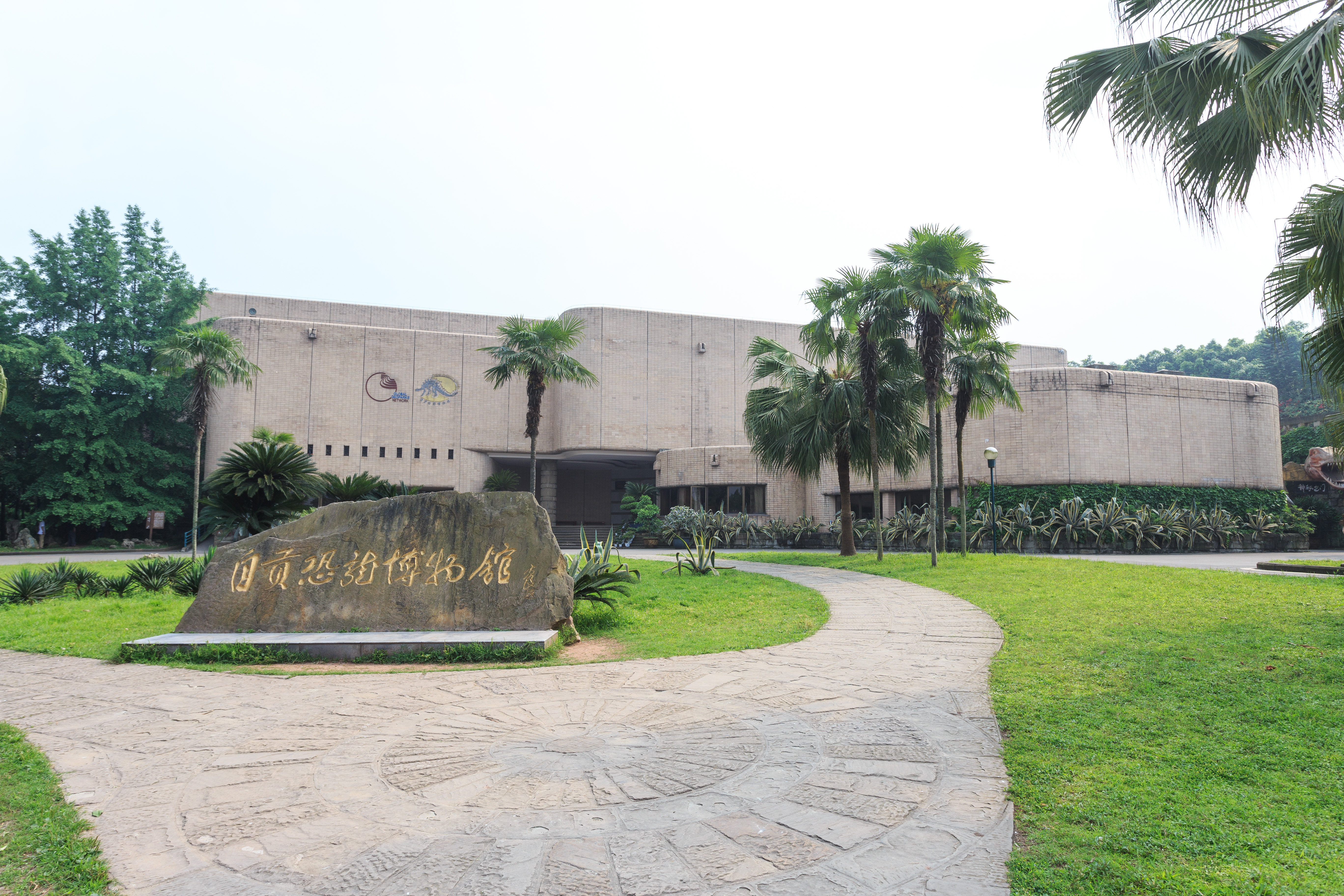

大安区，原名大墳堡區，位於自贡市东北部，四川盆地南部。是四川省自贡市下属的市辖区，工业和旅游业都较发达。以大山鋪恐龍化石群遺址聞名。

## 行政区划
大安区下辖6个街道办事处、9个镇：
大安街道、龙井街道、马冲口街道、凉高山街道、和平街道、凤凰街道、大山铺镇、团结镇、三多寨镇、何市镇、新店镇、新民镇、牛佛镇、庙坝镇和回龙镇。

## 人口
截至2020年11月1日零时，大安区常住人口为291645人， 大安区总人口41.16万人。

## 景区
- 燊海井：世界第一口超千米的盐井。
- 大山鋪恐龍化石群遺址：世界三大恐龙博物馆之一。
- 长山岭硅化木：已埋藏1.6亿年。

## 特产
自贡火边子牛肉：中国地理标志产品。

## 名人
- 江竹筠：民國時期中共重慶市委地下黨員。